# Шапиро-Дайховский, Натан Евнович
Натан Евнович Шапиро-Дайховский (1901, Деречин, Слонимский уезд, Гродненская губерния — 29 августа 1938, Москва, «Коммунарка») — руководящий сотрудник органов государственной безопасности БелССР и СССР, почётный работник ЧК-ГПУ, старший майор государственной безопасности. Один из руководителей Большого террора в Ленинграде в 1937—1938 годах. Расстрелян в 1938 году. Признан не подлежащим реабилитации.

## Биография
Родился в 1901 году в местечке Деречин Слонимского уезда Гродненской губернии в семье еврейской семье столяра Шапиро (вторую фамилию (жены) взял после 1936 года, чтобы не быть спутанным с другим Шапиро из центрального аппарата НКВД — секретарем Н. И. Ежова Исааком Шапиро). Окончил 2 класса 4-классного городского училища в городе Слоним.
Работал каменщиком на строительстве шоссейных дорог в Деречине в 1913 — июне 1920 года.
В органах ВЧК-ГПУ-НКВД с 1920 года : секретный сотрудник (сексот) ЧК (завербован уполномоченным Особого отдела 15-й армии К. Я. Тенисоном, впоследствии наркомом внутренних дел Карелии). С июня по сентябрь 1920 года — начальник Слонимской уездной милиции.
Перешел на штатную работу в особый отдел 16-й армии, пограничных особых отделениях Западного фронта. Затем на службе в Витебском губернском отделе ОГПУ, полномочном представительстве (ПП) ОГПУ по Западному фронту. В 1924 году — начальник контрразведывательного отдела (КРО) ПП ОГПУ по Западному фронту. Состоял в ВКП(б) с 1924 года.
В 1925 — уполномоченный особого отдела Западного фронта. После возглавил контрразведывательное отделение особого отдела Западного фронта, особый отдел 11-го стрелкового корпуса, отдел контрразведки (КРО) Смоленского губернского отдела ГПУ, 4-го и 2-го отделений КРО ПП ОГПУ по Белорусскому военному округу (БВО). В 1930 году — помощник и заместитель начальника особого отдела ПП ОГПУ по Белорусскому военному округу.
В 1934—1935 годах — начальник особого и иностранного отделов УГБ НКВД БелССР.
После того, как начальник Шапиро — нарком НКВД БелССР Л. М. Заковский назначен начальником УНКВД Ленинградской области — Шапиро с января 1935 года в Ленинграде: заместитель начальника и начальник особого отдела УГБ УНКВД Ленинградской области (по совместительству начальник ОО Ленинградского военного округа). Майор госбезопасности (25.12.1935). С декабря 1936 года — начальник КРО (3-го отдела) УГБ и помощник (с июля 1937 года — заместитель) начальника УНКВД Ленинградской области. Как начальник КРО УГБ УНКВД Ло несет полную ответственность за массовые аресты, пытки, истязания и расстрелы ленинградцев в рамках национальных операций НКВД СССР (польской, немецкой, латышской, финской, эстонской, работников КВЖД). Старший майор госбезопасности (19.01.1937).
С 28 марта 1938 года — заместитель начальника 2-го Управления (управления особых отделов) НКВД СССР (одновременно начальник 5-го отдела того же Управления (штабная работа РККА, ПВО, связь, армейская разведка, снабжение и финансы РККА).
14 апреля 1938 года арестован. Следствие по делу Шапиро-Дайховского, его шефа Заковского, М. Я. Состэ, М. И. Мигберта, В. С. Никоновича, Д. Д. Фигура и др. вела специальная группа 3-го отдела 1-го Управления НКВД СССР. 20 августа 1938 года внесен в Сталинский расстрельный список «Москва-центр» (список № 3 «Бывш. сотрудники НКВД») — «за» 1-ю категорию Сталин, Молотов. 29 августа 1938 года ВКВС СССР приговорён к смертной казни по ст.ст.58-1 («измена Родине»), −58-8 («террор»), −58-11 («участие в шпионско-провокационной организации, существовавшей в УНКВД Ленинградской области»). Расстрелян в тот же день вместе с группой руководящих сотрудников НКВД СССР (Л. М. Заковский, Л. Г. Миронов, В. М. Горожанин, О. Я. Нодев, О. О. Абугов, М. М. Подольский, А. В. Гуминский и др.), осужденных в тот же день. Место захоронения — спецобъект НКВД «Коммунарка». 20 августа 2015 года Cудебной коллегией по делам военнослужащих Верховного суда РФ признан не подлежащим реабилитации.

## Государственные награды и звания
- Орден Ленина (1937) (лишен посмертно Указом Президиума ВС СССР от 07.07.1942)[3]
- Орден Красной Звезды (1936) (лишен посмертно Указом Президиума ВС СССР от 07.07.1942)[3]
- Орден Трудового Красного Знамени БССР (№ 102, 1932)
- знак Почётный работник ВЧК-ГПУ (дважды)